# Kasimir (helgon)
Sankt Kasimir, född 3 oktober 1458 i Kraków, Polen, död 4 mars 1484 i Grodno, Litauen (nuvarande Hrodna, Vitryssland), var prins av Polen och Storfurstendömet Litauen. Han helgonförklarades 1522 och utropades senare till Litauens skyddshelgon.
Kasimir, litauiska Kazimieras, polska Kazimierz, var andre son till den polsk-litauiske kungen Kasimir IV och drottning Elisabeth av Österrike. Hans morfar var Albert II Habsburg, härskare över Tyskland, kung i Böhmen och kung av Ungern.
Kasimir lockades inte av hovets lyx utan levde helst i ensamhet och bön. Han avlade kyskhetslöfte och levde i askes.
Sankt Kasimirs kvarlevor vördas i katedralen i Vilnius. Hans minnesdag firas den 4 mars.

### Webbkällor
- ”St. Casimir”. Catholic Encyclopedia. New Advent. http://www.newadvent.org/cathen/03402a.htm. Läst 5 mars 2018.
- ”San Casimiro, principe polacco”. Santi e Beati. http://www.santiebeati.it/dettaglio/26250. Läst 5 mars 2018.